# Parc national de Deng Deng
Le parc national de Deng Deng est un parc national d'une superficie  de 52 347 ha située dans la région de l'Est du Cameroun, en Afrique Centrale. Créé via le décret  N° 2010/0482/PM du 18 mars 2010 portant création du parc national de Deng Deng,, cette réserve est une partie du massif forestier de Deng Deng et inclut une forêt communale, les concessions forestières et une zone destinée à la recherche. Située entre le canton Kepere Deng Deng et le canton de Gbaya de Mbitom, elle s'étire du Sud vers le Nord entre les arrondissements de Bélabo, de Bétaré Oya du Lom-et-Djérem dans la région de l'Est, c'est la plus vaste du Cameroun et elle comporte la plus grande biodiversité. Placée sous l'administration du ministère des forêts et de la faune (MINFOF), cette réserve a pour objectif d'assurer la survie à long terme de la faune sauvage en général des populations des grands singes de la forêt du même nom, et à court terme d'éliminer les activités illégales, l'exploitation illégale du bois d’œuvre et du braconnage. Sa flore et sa faune sont parmi les plus riches du Cameroun, la forêt de Deng Deng dont est issu le parc est profondément bouleversée par les projets de construction d'un oléoduc devant traverser le Cameroun vers le Tchad, et la construction du barrage hydroélectrique de Lom Pangar.

## Création et localisation
En 1998, une étude environnementale sur l'impact de la construction de l'oléoduc devant relier le Cameroun au Tchad, est demandée par l'entreprise Cameroon Oil Transportation Company (COTCO). Les résultats de cette étude révèlent la présence d'une zone abritant une densité faunique riche et rare, composée essentiellement des singes, gorilles, éléphants et plusieurs autres espèces animales. En 2005, durant les études d'impact environnemental réalisées sur la forêt de Deng Deng, les conclusions de l'étude optent pour la création d'un sanctuaire, seulement, le gouvernement camerounais et ses partenaires optent pour la création d'un parc national, considérant que ce statut offre plus d'avantages environnementaux, économiques et sociaux. La procédure qui conduit à la création de la réserve forestière débute par une campagne de diffusion et d'information des populations environnantes. Cette campagne est initiée par le ministère des Forêts et de la Faune, cependant les équipes qui prennent part aux travaux de la commission de classement en parc national se composent des membres suivants : le sous-préfet de l'arrondissement, les délégués départementaux des ministères concernés (Forêts et de la Faune, Tourisme, Environnement et Protection de la Nature, Agriculture et Développement Rural, Industries des Mines et du Développement technologique, Économie de la Planification et de l'Aménagement du Territoire, Élevage des pêches et Industries Animales), des représentants du cadastre, des domaines, de l'Assemblée nationale, des mairies, chefs de canton, chefs traditionnels et du représentant de l’Association pour la défense des droits et intérêts des populations Kepere Deng Deng . De cette campagne d'information et de sensibilisation, découlent les réclamations et informations complémentaires des riverains auprès des autorités administratives. Une commission est par la suite mise sur pied afin d'examiner la pertinences des réclamations soumises à l'administration. Cette même commission se charge des travaux de reclassement et d'expropriation des terres. par la suite les textes et différents rapports issus des travaux de sensibilisation, de réclamations et d’expropriations sont soumis au MINFOP qui les transmet au premier ministre avec un avis motivé qui le cas échéant ordonne le décret de création du parc. 

### Localisation
Le parc se situe à 50 km du parc national du Mbam et Djerem. Géographiquement, la réserve est subdivisée en deux entités : la portion Sud du cours d'eau de Lom qui abrite une importante population de grands singes et la portion Nord attenante au parc national de Mbam et Djerem. Les zones frontalières au parc se subdivisent en trois grands blocs limités par les cours d'eau de Lom, Pangar, Sesse et la Sanaga. Le premier bloc, le plus abondant et diversifié en faune, se situe dans la partie Nord de la réserve et est sous l'influence du canton de Mbitom et de Maraba. Le deuxième bloc, délimité par les bras du cours d'eau de Lom et Pangar, se situe dans la périphérie Est du parc. Et enfin la troisième et dernière zone couvre toute la partie Sud du parc ; elle est sous l'influence du canton Kepere Deng Deng, cette zone est particulièrement exploitée pour les champs agricoles. La réserve bénéficie du soutien de plusieurs partenaires nationaux et ONG, ceux-ci contribuent continuellement aux travaux de suivi et d'entretien cette vaste zone forestière. C'est notamment le cas de la Wildlife Conservation Society (WCS) et de l'Agence Française de Développement (AFD). Les espèces rencontrées dans cette zone sont les gorilles, les chimpanzés, les éléphants, les hippopotames, les pangolins.   

### Limitation
La création du parc s'est effectuée avec l'implication et la participation des populations riveraines. Les réunions sur les délimitations du parc se sont tenues notamment en juillet 2009 à Bélabo et en septembre 2009 à Goyoum. Un rapport des travaux sur les biens et les personnes affectées par la création du parc est présentée au cours de la même année . Une nouvelle limitation du parc, excluant les surfaces agricoles et les zones tampons est produites. Les surfaces agricoles sont les suivantes : Mbaki (103 ha), Goyoum (641 ha), Deng Deng (505 ha),  Lom (395 ha) et Liguim (109 ha). Les zones tampons correspondantes sont les suivantes Mbaki (32 ha), Goyoum (1 157 ha), Deng Deng (307 ha),  Lom (59 ha) et Liguim (24 ha). Le parc est limité aussi par de nombreux cours d'eau tels la Sesse qui est la limite entre le canton Kepere, le canton Pol et le canton Bobilis, le Lom qui est la limite entre le canton Mbitom  et le canton Marabara , la Sanaga qui est la limite Ouest du massif forestier Deng Deng et dans laquelle se jettent tous les cours d'eau.  

### Population
Selon la tradition orale, la zone incluant la réserve est occupée depuis le XVIIIe siècle par les ethnies Képéré issus du plateau de l'Adamoua  et les Gbaya issus de la vallée de la Bénoué. Ils se sont  installés respectivement dans le canton de Deng-Deng et le canton de Mbitom. Le cours d'eau Lom qui séparent les deux cantons fait office de frontière naturelle et divise le parc national en deux grands blocs. La recherche de nouveaux pâturages de chasse est la raison principale de l'installation des Gbaya tandis que les  Képéré fuient la pression des peuples Mboum et Vute. Les deux principales ethnies se subdivisent par la suite, l'ethnie Gbaya se subdivise en deux cantons : les Gbaya de Mbitom et les Gbaya de Maramba qui s'installent respectivement sur la rive gauche et droite du cours d'eau Lom. Le peuple Képéré subit un destin identique à savoir les Képéré Woutchaba et les Képéré Deng-Deng qui s'installent au Sud du cours d'eau lom, respectivement à sa rive droite et à sa rive gauche. A côté de ces deux principales ethnies se trouvent plusieurs autres ethnies minoritaires que l'on retrouve dans les villages Liguim, Mbambo et Mbaki. Cependant la quête de l'emploi dans la période post coloniale voit l'arrivée de certains groupements ethniques et des étrangers venant offrir leurs services aux entreprises engagées dans les grands projets tels SOFIBEL (une exploitation forestière), EDC (Eau du Cameroun responsable du projet de construction du barrage de Lom Pangar). Seize villages sont actuellement localisés tout autour du parc national, l'ensemble de la population est estimée à 6 664 habitants, le village abritant le plus grand nombre d'habitants est le village Goyoum qui compte environ 28 % de la population totale, suivi des villages Deng-Deng et Tête Éléphant avec 20 % de la population totale chacun.

### Organisation sociale
Le parc national s'étend sur deux chefferies traditionnelles de 2e degré, celle du canton de Gbaya de Mbitom au Nord et le canton de Képére Deng Deng au Sud. Chaque canton est sous l'autorité d'un chef de 2e degré qui est secondé dans la hiérarchie par les chefs de villages.

## Faune

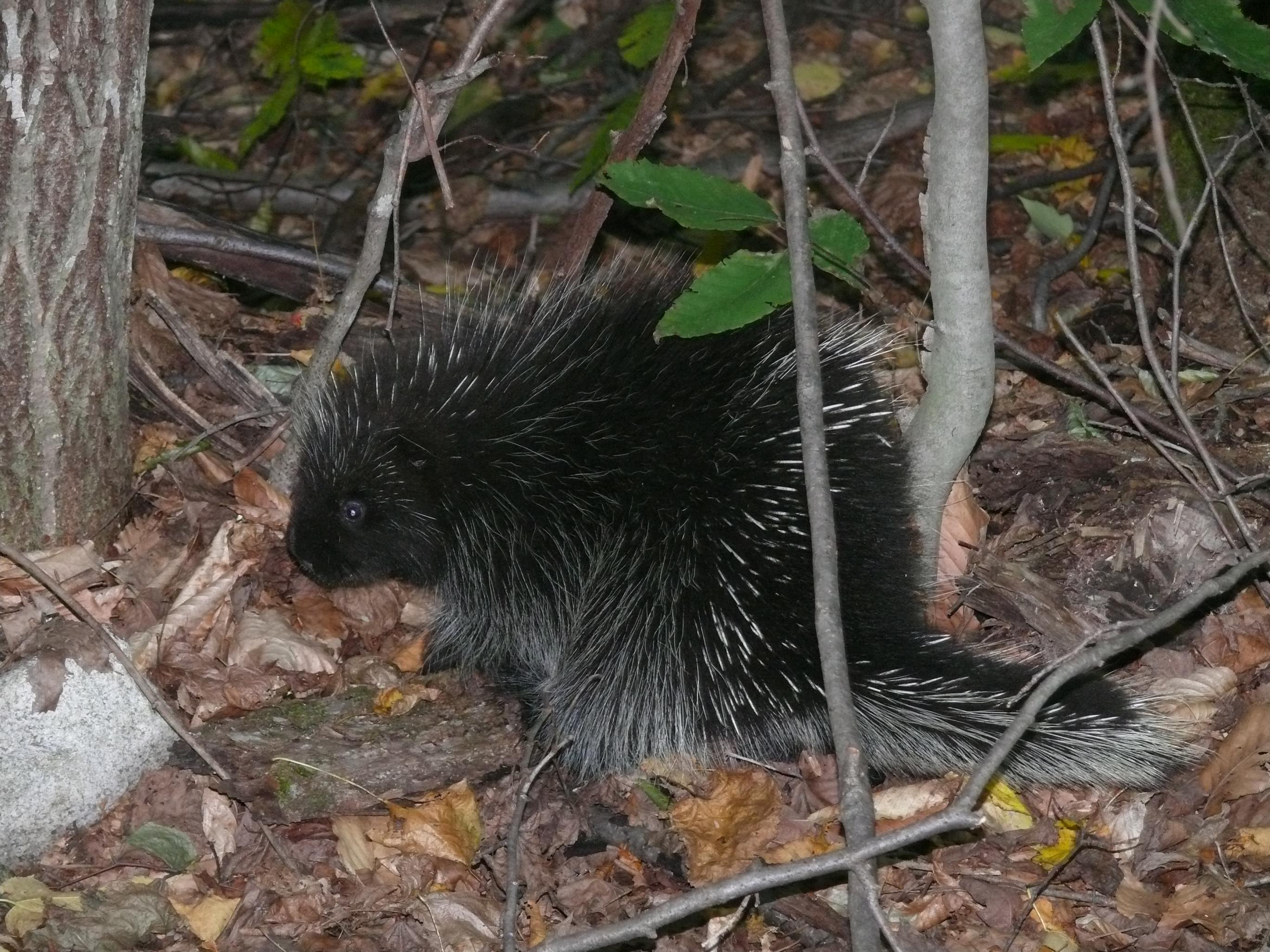
Porc-épic

Un recensement de 2010 fait état de 24 espèces animales répartis dans 11 familles pour une densité de 19 observations animales tous les 5km.  Parmi ces espèces, nous avons 8 qui sont classés comme espèces rares ou espèces en voie de disparitions, ce sont les gorilles, chimpanzé, éléphant, pangolin géant, colobe , chevrotain aquatique, cephalophe à  bande dorsale noire, céphalophe à dos jaune ; 6 autres espèces sont classées comme espèces bénéficiant d'une protection  ce sont les Hélycochères, Patomochère, sitatunga, bongo, buffle, guib harnaché, le reste des espèces est classé comme espèce partiellement protégée, on y trouve dans ce dernier groupe les porcs épics, hocheurs, cephalophes bleu, cercocèbes. 

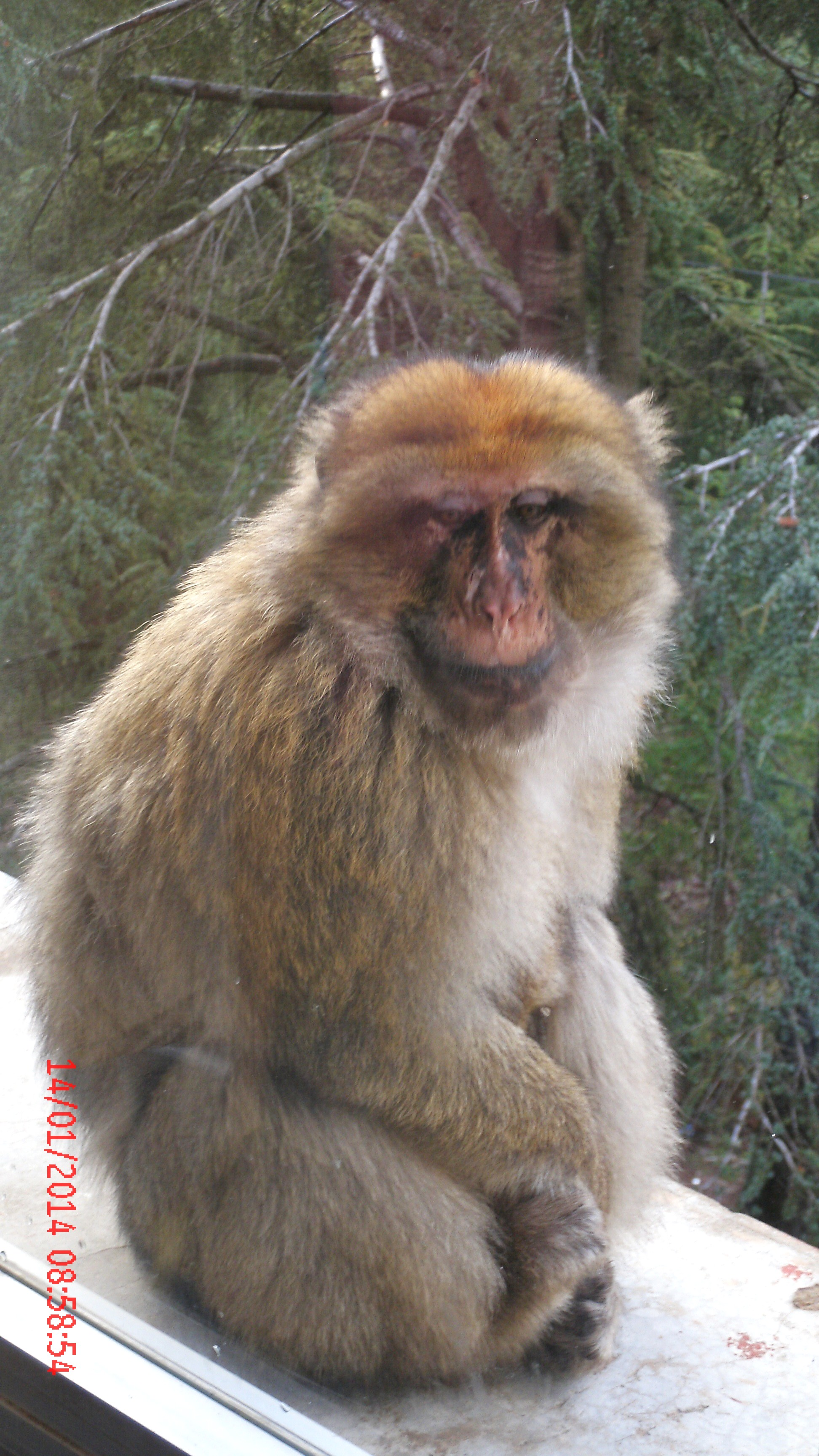
Un Singe

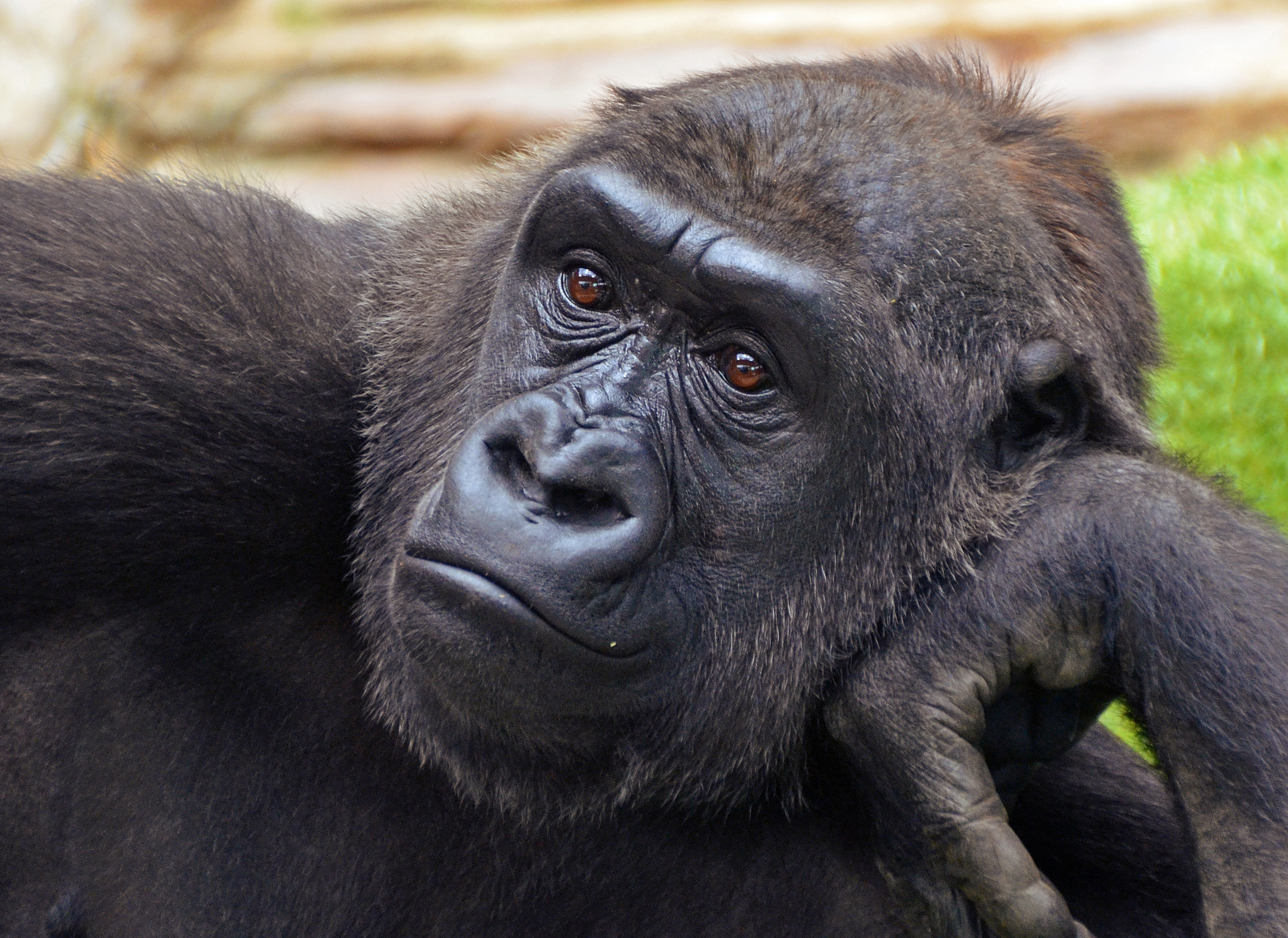
Gorille

| Ordre         | Famille         | Nom Scientifique                                                    | Nom Commun                | Total |
| ------------- | --------------- | ------------------------------------------------------------------- | ------------------------- | ----- |
| Rongeurs      | Hystricidés     | Atherurus africanus                                                 | Artherure                 | 3     |
|               | Hystricidés     | Hystrix sp.                                                         | Porc - épic               | 1     |
|               | Tryonomyidés    | Thryonomys spp.                                                     | Aulacode                  | 3     |
| Primates      | Colobidés       | Colobus Guereza                                                     | Colobe Guereza            | 3     |
| Primates      | Cercopithecidés | Cercopithecus pogonias                                              | Pogonias                  | 7     |
| Primates      | Cercopithecidés | Cercocebus albigena                                                 | Cercocèbe à joues grises  | 4     |
| Primates      | Cercopithecidés | Cercopithecus cephus                                                | Moustac                   | 5     |
| Primates      | Cercopithecidés | Cercopithecus nictitans                                             | Hocheur                   | 46    |
| Primates      | Pongidés        | Pan Troglodyte                                                      | Chimpanzé                 | 26    |
|               | Pongidés        | Gorilla gorilla                                                     | Gorille                   | 144   |
| Proboscidiens | Eléphantidés    | Loxodonta africana                                                  | Eléphant                  | 21    |
| Pholidotes    | Manidés         | Manis Gigantea                                                      | Pangolin Géant            | 11    |
| Artiodactyles | Suidés          | Hylochoerus porcus                                                  | Hylochère                 | 2     |
| Artiodactyles | Suidés          | Potamochoerus porcus                                                | Potamochère               | 72    |
| Artiodactyles | Bovidés         | Boocercus eurycos                                                   | Bongo                     | 3     |
| Artiodactyles | Bovidés         | Syncerus caffer                                                     | Buffle                    | 1     |
| Artiodactyles | Tragelaphinés   | Tragelaphus spekei                                                  | Sitatunga                 | 1     |
| Artiodactyles | Céphalophinés   | Hyemoschus aquaticus, Cephalophus monticola...                      | Ongulés de petite taille  | 33    |
| Artiodactyles | Céphalophinés   | Cephalophus dorsalis, Cephalophus nigrifons, Cephalophus callipygus | Ongulés de taille moyenne | 81    |
| Artiodactyles | Céphalophinés   | Cephalophus silvicutor, Tragelaphus scriptus                        | Ongulés de grande taille  | 16    |

## Difficultés
La région est l'objet de nombreux projets de grande envergure sur le plan national. Parmi ces vastes projets, nous avons la construction du pipeline allant du Cameroun vers le pays voisin qui est la Tchad, ce pipeline traverse la région ; la construction  du barrage  hydroélectrique de Lom Pangar, la mise en exploitation des gisements de bauxite dans la zone de Ngouandal située au Nord de Deng Deng. Ces différents projets, de par leur envergure, favorisent la migration des groupes de travailleurs qui s'installent de façon permanente ou provisoire dans la région. Ceci favorise la destruction des habitats naturels et le braconnage.  

### Écogardes
Afin de préserver les richesses du patrimoine naturel de la réserve, plusieurs écogardes reçoivent des formations et recyclages visant à renforcer les aptitudes de gardes communautaires dans le domaine de la lutte contre le braconnage, l'aménagement des parcs, l'initiation à la législation faunique. Outre la formation théorique reçu par les écogardes, un matériel spécifique leur est aussi alloué, il s'agit notamment des abris mobiles, les équipements de literies de navigation de camping, et du matériel roulant. La décision N° 101/D/ MINFOF/DRE/UTO-DD du 22 décembre 2009 portant redéploiement des écogardes et la surveillance du parc national de Deng Deng définit de façon claire et précise les missions et responsabilités de ceux-ci. Il s'agir notamment d'effectuer des patrouilles de surveillance, établir les contrôles routiers sur les axes qui mènent au parc, participer à l'inventaire faunique du parc. Les résultats issus de la formation des écogardes s'avèrent probants. En 2010, une saisie de plus de 10 000 t de viandes de brousse est effective (80 kg de céphalophes bleus fumés et frais, 82 kg de singes fumés et frais, 25 kg de céphalophes à bande dorsale noires fumés, 5 kg de pangolins fumés, 8 kg de porcs-épics), ainsi que 55 m3 de bois et un des succès retentissants est la fermeture du chantier de récupération de bois de Lom Pangar car son prestataire se livrait une exploitation illégale du bois dans le parc national de Deng Deng. Les  saisies sont  vendues aux enchères et les sommes issues de cette vente sont reversées au trésor public et au ministère de forêt et de la faune à hauteur de 65 % et 35 % respectivement,.  
| Espèces animales                     | Quantité (kg) |           |            |          |           |              |
| ------------------------------------ | ------------- | --------- | ---------- | -------- | --------- | ------------ |
|                                      | Février 2010  | Mars 2010 | Avril 2010 | Mai 2010 | Juin 2010 | Juillet 2010 |
| Céphalophes Bleus                    | 80            | 09        | 03         | 05       | 06        | 72           |
| Singes                               | 82            | 06        |            |          | 30        |              |
| Céphalophes à bandes dorsales noires | 25            | 01        | 10         |          | 36        | 48           |
| Pangolins                            | 05            | 01        |            |          |           |              |
| Porcs-épics                          | 08            |           |            | 01       |           |              |
| Daman                                |               | 01        |            |          |           |              |
| Patmochère                           |               | 01        |            |          | 01        |              |
| Cercopithèques                       |               |           | 01         | 02       |           |              |
| Varan                                |               |           |            |          | 01        |              |